# Чімаманда Нґозі Адічі
Чімама́нда Нґо́зі Аді́чі (англ. Chimamanda Ngozi Adichie, i[tʃɪmɑːmɑːndə əŋɡoʊzi ʌdiːtʃʲeɪ]); * 15 вересня 1977, Енугу, Нігерія) — нігерійська феміністська письменниця, поетеса, лекторка. Її називають найвидатнішою з «низки критично налаштованих молодих англомовних авторів, яким вдалося привернути увагу нового покоління читачів до африканської літератури».

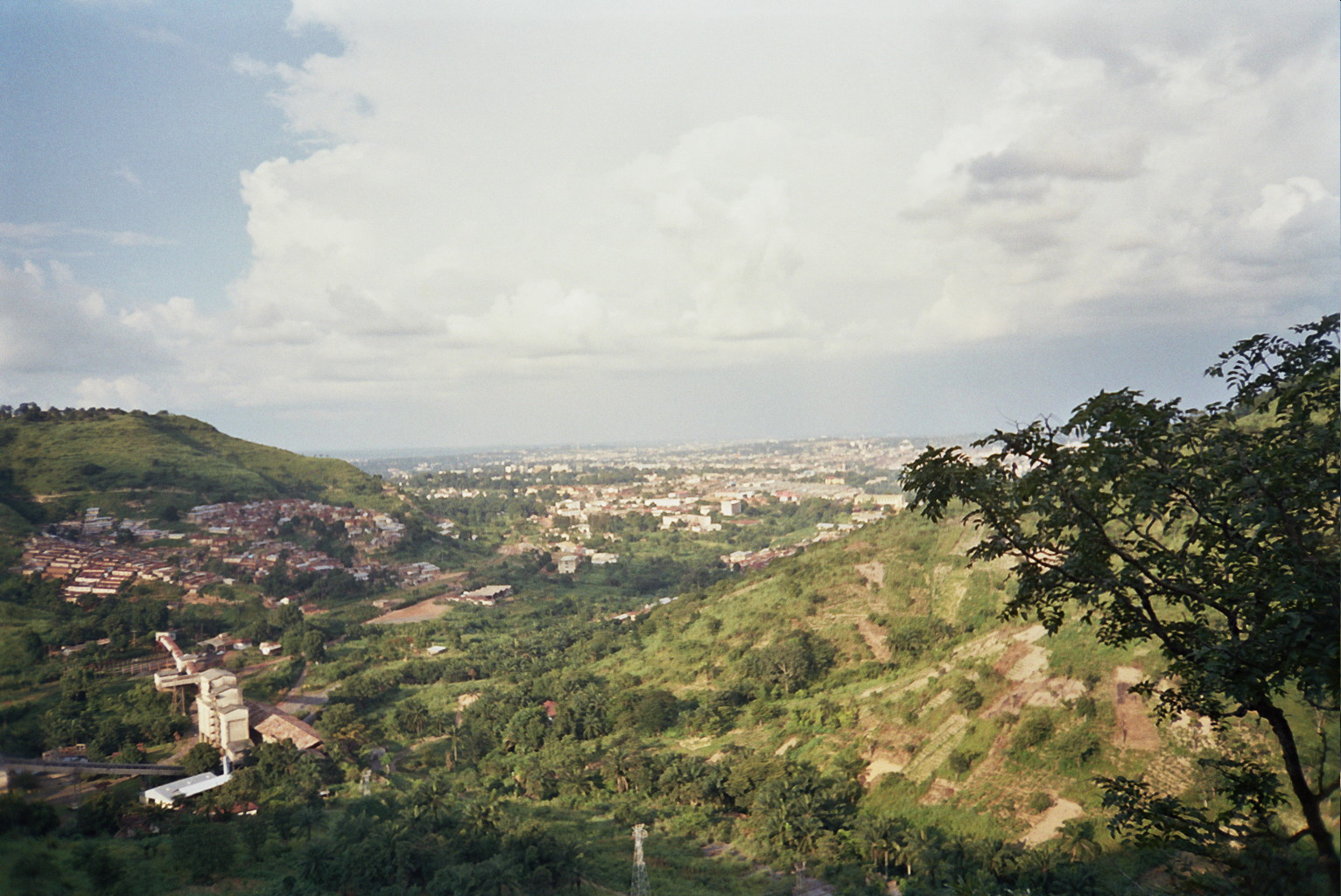
Енугу, рідне місто Чімаманди Нґозі Адічі. Вигляд із заходу. 2006 рік.

Адічі написала кілька романів, серед яких «Фіолетовий гібіскус» (2003), «Половина жовтого сонця» (2006) та «Американка» (2013), оповідання, книжки есеїв «Ми всі повинні бути феміністками» (2014) та «Дорога Іджеавеле, або Феміністичний маніфест у п'ятнадцяти пропозиціях» (2017), а також мемуари «Нотатки про горе» (2021).
У 2008 році вона була нагороджена стипендією Мак-Артура. 2018 року стала лауреаткою Пінтерівської премії ПЕН-клубу. Її визнали однією зі 100 жінок 2021 року за версією BBC.
На травень 2014 року твори Чімаманди Нґозі Адічі перекладено 27 мовами. Українською в 2018 вийшла робота «Люба Іджеавеле, або феміністичний маніфест у п'ятнадцятьох пропозиціях».

## Життєпис
Майбутній письменниці дали імена Чімаманда і Нґозі. Мовою іґбо це означає, відповідно, «Мій Бог непомильний (невичерпний)» і «Благословення».
Народилася п'ятою з шести дітей в Енугу й виростала в місті Нсукка на півдні Нігерії, де її батько Джеймс Нвоє Адічі був професором статистики і проректором Університету Нігерії. Мати Ґрейс Айфеома походила з села Абба у штаті Анамбра і працювала реєстраторкою-секретаркою у цьому навчальному закладі, будучи першою жінкою на такій посаді за всю його історію. Родина Адічі мешкала в колишньому житлі видатного нігерійського письменника Чинуа Ачебе.
Чімаманда вивчала медицину та фармакологію в Університеті Нігерії півтора року. Упродовж цього часу редагувала The Compass — журнал, видаваний католицьким студентством медичного факультету. Відчувши, що медицина — не її покликання, 1996 року Нгозі поїхала навчатися в Сполучені Штати. Прослухавши курс лекцій з комунікації та політології в Дрексельському університеті, що у Філадельфії, перевелася в Університет Східного Коннектикуту, щоб жити ближче до сестри Айджеоми, що мала медичну практику в Ковентрі. 2001 року Чімаманда з відзнакою закінчила цей виш з бакалаврським ступенем.
У 2003-му здобула ступінь магістра у галузі літератури, пройшовши Літературні семінари Джонса Гопкінза в Університеті Джонса Гопкінза. 2008 року здобула магістерський ступінь у мистецтвах, спеціалізувавшись у галузі наук про Африку у Єлі.
У 2005–2006 була годдерівською стипендіаткою у Принстоні. 2008 року здобула стипендію Мак-Артура. Редкліффський інститут перспективних досліджень нагородив Адічі стипендією на студії в Гарварді на 2011–2012 роки. 18 травня 2016 року Адічі здобула докторське звання в гуманітарних науках honouris causa Університету Джонса Гопкінза.
Чімаманда Адічі належить до народу іґбо. Католичка. Одружена з Айварою Есіджем (англ. Ivara Esege). 2016 року народила дочку — першу дитину в цій родині. Проживає у Сполучених Штатах і в Нігерії, де провадить літературні семінари.

## Літературна діяльність
Адічі віршувала ще школяркою й у 1997-му опублікувала поетичну збірку Decisions («Рішення»). З дитинства слухала розповіді батька й матері про громадянську війну в Нігерії (1967–1970), під час якої ті позбулися всього свого майна й втратили батьків, і постановила, що колись про це напише. У шістнадцять років написала п'єсу For Love of Biafra («За любов до Біафри»), що вийшла друком 1998 року. У 1980-х зачитувалася творами Енід Мері Блайтон про життя людей середнього класу в Англії й пробувала наслідувати авторку, хоча й з невеликим успіхом. Вирішальний вплив на молоду письменницю справили романи Чинуа Ачебе Things Fall Apart («І прийшло знищення») та Лея Камари фр. L'enfant africain («Африканська дитина»). Вона змінила тематику — на африканську й афроамериканську.
Проживаючи у сестри в Коннектикуті, Адічі вранці ходила на університетські лекції, вдень бавила маленького небожа, а ввечері й уночі писала оповідання. З цих творів чотири — You in America («Ти в Америці»), The Tree in Grandma's Garden («Дерево в бабусиному саду»), That Harmattan Morning («Цей ранок палючого північно-східного вітру») і The American Embassy («Американське посольство») — відзначено, відповідно, номінацією на Премію Кейна (2002), номінацією на Конкурс країн Співдружності на найкраще оповідання (2002), першим місцем (разом із іншим номінантом) на Конкурсі Бі-Бі-Сі за найкраще оповідання (2002) і Премією О'Генрі (2003).
Там же, в Коннектикуті, Адічі взялася до свого першого роману Purple Hibiscus («Пурпуровий гібіскус»), у якому оповідь ведеться від імені головної героїні — п'ятнадцятилітньої Камбілі Ачике, яка разом з братом Джаджа потерпає від свавілля батька-бізнесмена, самодура й католицького святенника, на тлі подій у постколоніальній Нігерії. Родина Ачике розвалюється, але зрештою все закінчується щасливо. Роман надруковано у 2003-му й упродовж наступних двох років удостоєно семи відзнак, зокрема номінації на Літературну премію «Оранж» (2004) й двох Літературних премій країн Співдружності в категоріях «Найкраща перша книжка (Африка)» і «Найкраща перша книжка (загалом)».

У назві другої прозової книги Адічі Half of a Yellow Sun («Половина жовтого сонця») відображено один із мотивів прапора Біафри — держави, що існувала на території Нігерії під час громадянської війни в Нігерії 1967—1970 років. У романі показано, як міжетнічний конфлікт народів гауса та ігбо, а потім і війна, вплинули на долі головних героїв — сільського хлопця Уґву, його господаря Оденіґбо і двох сестер-близнят, Оланни та Кайнені. У зв'язку з цим твором Чинуа Ачебе сказав: 
Роман нагороджено сімома преміями. У 2013 році за мотивами «Половини жовтого сонця» знято фільм з однойменною назвою (сценарист Бії Банделе). Наприкінці 2013-го «Половину жовтого сонця» відзначено на Міжнародному кінофестивалі в Торонто. У квітні 2014-го фільм почали демонструвати в кінотеатрах Великої Британії та Нігерії.
У 2020 році роман «Половина жовтого сонця» переміг у категорії «Переможець переможців» Жіночої літературної премії Бейліз до 25-річчя нагороди. Переможця обирали читачі у відкритому онлайн голосуванні.
У 2009 році Адічі публікує роботу The Thing Around Your Neck («Щось на твоїй шиї») — збірку з дванадцяти оповідань переважно на нігерійську й американську тематику. Одне з них, Jumping Monkey Hill («Пагорб стрибучої мавпи»), містить багато автобіографічного. В оповіданні The American Embassy («Американське посольство») йдеться про жінку, що домагається притулку в США, але зрештою відмовляється від цього наміру, бо не хоче, щоб стало відомо про вбивство її сина задля візи.
У 2010-му Адічі разом з іншими авторами увійшла у список журналу The New Yorker' «Двадцять тих, кому менш ніж сорок» у категорії «Художня література». Наступного року її оповідання Ceiling («Стеля») увійшло до списку «Найкращі американські оповідання».
2013 року Адічі опублікувала третій роман Американа — про кохання професорського сина Обінзе й амбітної Іфемелу, що поїхала вчитися в США й стала письменницею. Після подій 11 вересня 2001 року Обінзе, не можучи дістати візу до США, опинився у Лондоні. Переживши довгу розлуку, закохані зустрічаються в Нігерії. Книжку удостоєно двох нагород — Премії газети «Чикаґо трибюн» у категорії «Художня література» й Премії Гуртка критиків вітчизняної книжки у категорії «Художня література».

Про літературу й фемінізм Адічі сказала:

Вона чітко сформулювала своє завдання як літераторки:

## Лекторська діяльність
2009 року Адічі виступила на конференції TED з доповіддю The Danger of a Single Story («Небезпека окремо взятого оповідання»).
15 березня 2012 року в Ґілдголлі (Лондон) Адічі прочитала лекцію на тему культурних зв'язків між країнами Співдружності Reading realist literature is to search for humanity («Читати реалістичу літературу означає шукати людяність»).
У грудні 2012-го на конференції TEDx Адічі виголосила промову We should all be feminists («Ми всі маємо бути фемініст(к)ами»). У 2013-му американська виконавиця Бейонсе семплувала цю гостру промову для своєї пісні ***Flawless «Бездоганна», яка викликала багато суперечок.

#### Романи
- Purple Hibiscus (Chapel Hill: Algonquin Books of Chapel Hill, 2003) — «Пурпуровий гібіскус»
- Half of a Yellow Sun (London: Fourth Estate, 2006) — «Половина жовтого сонця»
- Американа (London: Fourth Estate, 2013)

### Есеї
- Dear Ijeawele, or A Feminist Manifesto in Fifteen Suggestions, 2017, ISBN 978-1524733131 — «Люба Іджеавеле, або Феміністичний маніфест у п'ятнадцятьох пропозиціях»

#### П'єси
- For Love of Biafra (Ibadan: Spectrum Books, 1998) — «За любов до Біафри»

#### Збірки віршів
- Decisions (London: Minerva Press, 1997) — «Рішення»

#### Збірки оповідань
- The Thing around Your Neck (London: Fourth Estate, 2009) — «Щось на твоїй шиї»[37]
- We Should All Be Feminists, 2014, ISBN 978-0-00-811527-2 — «Усі ми маємо бути феміністки»

### Переклади українською
- Збірку Чімаманди Нґозі Адічі «Нам усім слід бути фемініст(к)ами» українською мовою переклала Олександра Гординчук (наразі в електронному варіанті)
- «Люба Іджеавеле, або Феміністичний маніфест у п'ятнадцятьох пропозиціях», видавництво, 2018. Переклад Іллі Стронґовського. 74 с.  ISBN 978-966-97574-8-7
- «Половина жовтого сонця». — К.: Книголав, 2023. 560 с. ISBN 978-617-8286-34-7. Переклали Олександра Гординчук та Ірина Сав'юк

## Нагороди

### Премії і номінації

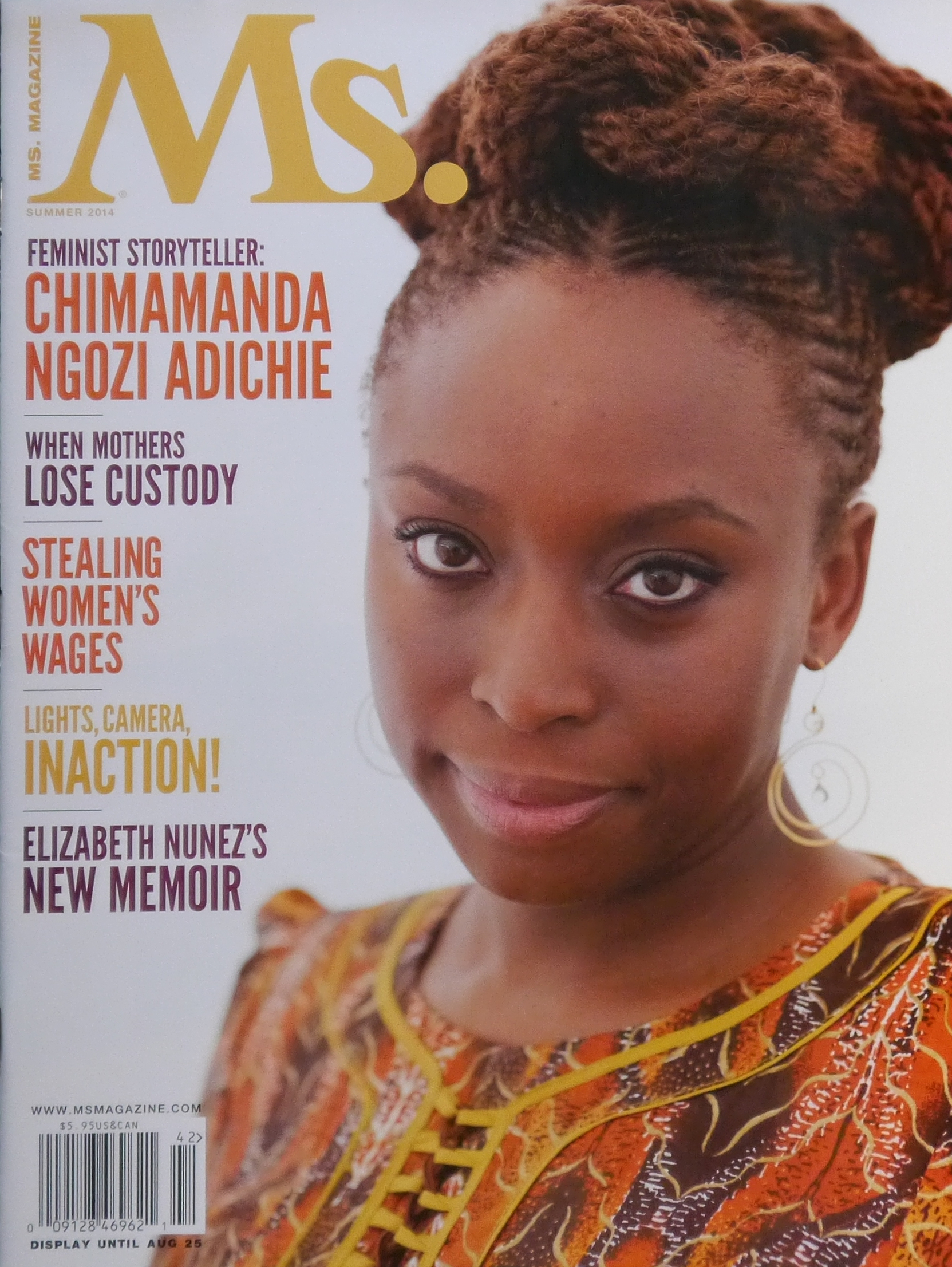
Адічі на обкладинці феміністичного журналу «Ms.». 2014 рік.

| Рік       | Премія | Твір                           | Результат    |
| --------- | --- | ------------------------------ | ------------ |
| 2002      | Премія Кейна                                                                                              | «You in America»               | Номінація[A] |
| 2002      | Конкурс країн Співдружності на найкраще оповідання                                                        | «The Tree in Grandma's Garden» | Номінація[B] |
| 2002      | Конкурс Бі-Бі-Сі на найкраще оповідання                                                                   | «That Harmattan Morning»       | Перемога[C]  |
| 2003      | Премія О'Генрі                                                                                            | «The American Embassy»         | Перемога     |
| 2004      | Премія Герстон — Райта у категорії «За найкращий дебют у художній літературі»                             | «Purple Hibiscus»              | Перемога     |
| 2004      | Літературна премія «Оранж»                                                                                | «Purple Hibiscus»              | Номінація[A] |
| 2004      | Букерівська премія                                                                                        | «Purple Hibiscus»              | Номінація[D] |
| 2004      | Список найкращих книжок для юних читачів, поданий від товариства Young Adult Library Services Association | «Purple Hibiscus»              | Номінація    |
| 2004/2005 | Премія Джона Ллевелліна Ріса                                                                              | «Purple Hibiscus»              | Номінація[A] |
| 2005      | Літературна премія країн Співдружності в категорії «Найкраща перша книжка (Африка)»                       | «Purple Hibiscus»              | Перемога     |
| 2005      | Літературна премія країн Співдружності в категорії «Найкраща перша книжка (загалом)»                      | «Purple Hibiscus»              | Перемога     |
| 2006      | Премія Гуртка критиків вітчизняної книжки у категорії «Художня література»                                | «Half of a Yellow Sun»         | Номінація    |
| 2007      | Національна книжкова премія Спексейверза у категорії «Найкраще читання за рік для Річарда і Джуді»        | «Half of a Yellow Sun»         | Номінація    |
| 2007      | Премія пам'яті Джеймса Тейта Блека                                                                        | «Half of a Yellow Sun»         | Номінація    |
| 2007      | Літературна премія країн Співдружності в категорії «Найкраща книжка (Африка)»                             | «Half of a Yellow Sun»         | Номінація[A] |
| 2007      | Книжкова премія Анісфілд-Вулф у категорії «Художня література»                                            | «Half of a Yellow Sun»         | Перемога[C]  |
| 2007      | Премія «ПЕН/Відкрита книжка»                                                                              | «Half of a Yellow Sun»         | Перемога[C]  |
| 2007      | Жіноча літературна премія Бейліз в категорії «Художня література»                                         | «Half of a Yellow Sun»         | Перемога     |
| 2008      | Міжнародна Дублінська літературна премія                                                                  | Уся творчість                  | Номінація    |
| 2008      | Премія «Автор року» (за версією Reader's Digest)                                                          | Уся творчість                  | Перемога     |
| 2008      | Премія «Майбутня Африка» (Нігерія) в категорії «Молода людина року»                                       | Уся творчість                  | Перемога     |
| 2008      | Стипендія Мак-Артура (разом з іншими 24 нагородженими)                                                    | Уся творчість                  | Перемога     |
| 2009      | Міжнародна премія Ноніно                                                                                  | Уся творчість                  | Перемога     |
| 2009      | Міжнародна премія Френка О'Коннора за оповідання                                                          | «The Thing Around Your Neck»   | Номінація[D] |
| 2009      | Премія Джона Ллевелліна Ріса                                                                              | «The Thing Around Your Neck»   | Номінація[A] |
| 2010      | Літературна премія країн Співдружності в категорії «Найкраща книжка (Африка)»                             | «The Thing Around Your Neck»   | Номінація[A] |
| 2010      | Дейтонська літературна премія миру                                                                        | «The Thing Around Your Neck»   | Номінація[B] |
| 2011      | Літературна премія газети ThisDay у категорії «Нові лідери тривкої культури»                              | Уся творчість                  | Номінація    |
| 2013      | Премія газети «Чикаґо трибюн» у категорії «Художня література»                                            | «Americanah»                   | Перемога     |
| 2013      | Премія Гуртка критиків вітчизняної книжки у категорії «Художня література»                                | «Americanah»                   | Перемога     |
| 2014      | Літературна жіноча премія Бейлі в категорії «Художня література»                                          | «Americanah»                   | Номінація[A] |
| 2014      | Медаль Ендрю Карнеґі за досконалість у літературній творчості                                             | «Americanah»                   | Номінація[A] |
| 2014      | Премія MTV Africa Music Awards у категорії «Особистості року»                                             | Уся творчість                  | Номінація    |
| 2015      | Нагорода Греммі: Альбом року                                                                              | Альбом «Beyoncé»               | Номінація    |
| 2015      | Міжнародна Дублінська літературна премія                                                                  | «Americanah»                   | Номінація[A] |
| 2018      | Пінтерівська премія ПЕН-клубу                                                                             |                                | Перемога     |
| 2020      | Жіноча літературна премія Бейліз в категорії «Переможець переможців»                                      | «Half of a Yellow Sun»         | Перемога     |

A↑  Вихід в останній тур конкурсу
B↑  Друге місце
C↑  Сумісна перемога
D↑  Вихід у передостанній тур конкурсу

### Відзнаки
- 2010 — Список журналу The New Yorker «Двадцять тих, кому менш ніж сорок»
- 2011 — Список The Best American Short Stories — «Найкращі американські оповідання» (за оповідання Ceiling)
- 2013 — Список газети New York Times′ «Десять найкращих книжок 2013 року» (за роман Americanah)[49]
- 2013 — Список Бі-Бі-Сі «Десять найкращих книжок 2013 року» (за роман Americanah)
- 2013 — Список журналу Foreign Policy «Найкращі глобальні мислителі 2013 року»[50]
- 2013 — Список журналу New African[en] «Сто найвпливовіших африканців 2013 року»
- 2014 — Список проекту Africa39[en] «39 письменників, яким менш ніж сорок»[51]
- 2015 — Список журналу «Тайм» «Сто найвпливовіших людей»[52]
- 2017 Промова на церемонії вручення дипломів у Коледжі Вільямса[53]
- 2018 Промова на випускному акті в Гарвардському університеті[54]
- 2019 Промова на випускному акті в Єльському університеті[55]
- 2019 Адічі стала однією з п'ятнадцяти жінок, фото яких вибрали для ілюстрування обкладинки вересневого номера журналуBritish Vogue[56]

## Дискографія
- ***Flawless[en] (Бейонсе)

## Громадська діяльність
7 червня 2018 підписала звернення Американського ПЕН-центру на захист українського режисера Олега Сенцова, політв'язня у Росії.